# Уба
Уба (на казахски: Оба; на руски: Уба) е река в Казахстан (Източноказахстанска област), десен приток на Иртиш (влива се в Шулбинското водохранилище). Дължина 278 km. Площ на водосборния басейн 9850 km².
Река Уба се образува от сливането на реките Бяла Уба (лява съставяща) и Черна Уба (дясна съставяща), водещи началото си от Коксуйския хребет, част от планината Алтай, на 715 m н.в. В горното си течение е бурна планинска река, с бързеи и прагове, течаща в тясна долина между алтайските хребети Тигирецки и Коргонски на север и Убински на юг. След град Шемонаиха излиза от планините завива на юг и навлиза в обширната долина на река Иртиш като силно меандрира и се дели на ръкави. В района на село Убинка се влива в Убинския залив на Шулбинското водохранилище, изградено на река Иртиш. Основни притоци: леви – Бяла Уба, Сакмариха, Болшая Карагужиха, Валчиха, Малоубинка, Таловка; десни – Черна Уба, Бама, Маралушка, Белопорожна Уба, Бобровка, Болшая Речка, Березовка, Вавилонка. Има смесено подхранване с преобладаване на снежното, с ясно изразено пролетно-лятно пълноводие, от април до средата на юли. Замръзва през ноември или началото на декември, а се размразява през април или началото на май. По бреговете ѝ са разположени град Шемонаиха, сгт Карагужиха и Уст Таловка и множество по-малки населени места.
Среден годишен отток при град Шемонаиха, на 62 km от устието в периода 1954 – 1987 г. 177,79 m³/s. :